# Turkovići (Republika Serbska)
Turkovići (cyr. Турковићи) – wieś w Bośni i Hercegowinie, w Republice Serbskiej, w mieście Sarajewo Wschodnie, w gminie Sokolac. W 2013 roku liczyła 81 mieszkańców.